# M/S Stena Jutlandica
M/S Stena Jutlandica är en ropax-färja som går i trafik för Stena Line på färjelinjen Göteborg–Frederikshavn, vilket den gjort sedan den levererades år 1996. Fartyget ägs av Stena Lines systerbolag Stena Sessan som chartrar ut båten till Stena Line.

## Faciliteter ombord
Ombord finns informationsdisk, casino, lekrum, lounge, taxfree-shop, bar, restaurang, hytter (endast för chaufförer och personal) och café.
Personalen har även tillgång till bastu, gym, rökrum och mäss. 

## Historia
- Den 23 januari 1998 kolliderade hon med kemikaliefartyget Brevik.
- Natten mot den 19 juli 2015 kolliderade hon med tankfartyget Ternvind i höjd med Vinga i Göteborgs skärgård under resa till Göteborg från Fredrikshamn. Lastfartyget kolliderade in i sidan på Jutlandica vilket orsakade ett 5-6 meter stort hål i skrovet, fartyget tog in vatten men kunde senare lägga till i Göteborg.

## Tidigare fartyg
Tidigare fartyg med namnet M/S Stena Jutlandica:
| Tid       | Sjösatt som          | År   | Efterföljande namn       | Typ    | Anmärkning             |
| --------- | -------------------- | ---- | ------------------------ | ------ | ---------------------- |
| 1973-1982 | M/S Stena Jutlandica | 1972 | M/S Euroferrys Atlantica | Ro-pax | skrotad i Turkiet 2010 |
| 1983-1996 | M/S Stena Jutlandica | 1980 | M/S Stena Emperrur       | Ro-pax | skrotad i Indien 2011  |

Stena Jutlandica (1972) kolliderade den 17 augusti 1976 på Rivöfjorden med Tor Gothia.

## Bilder

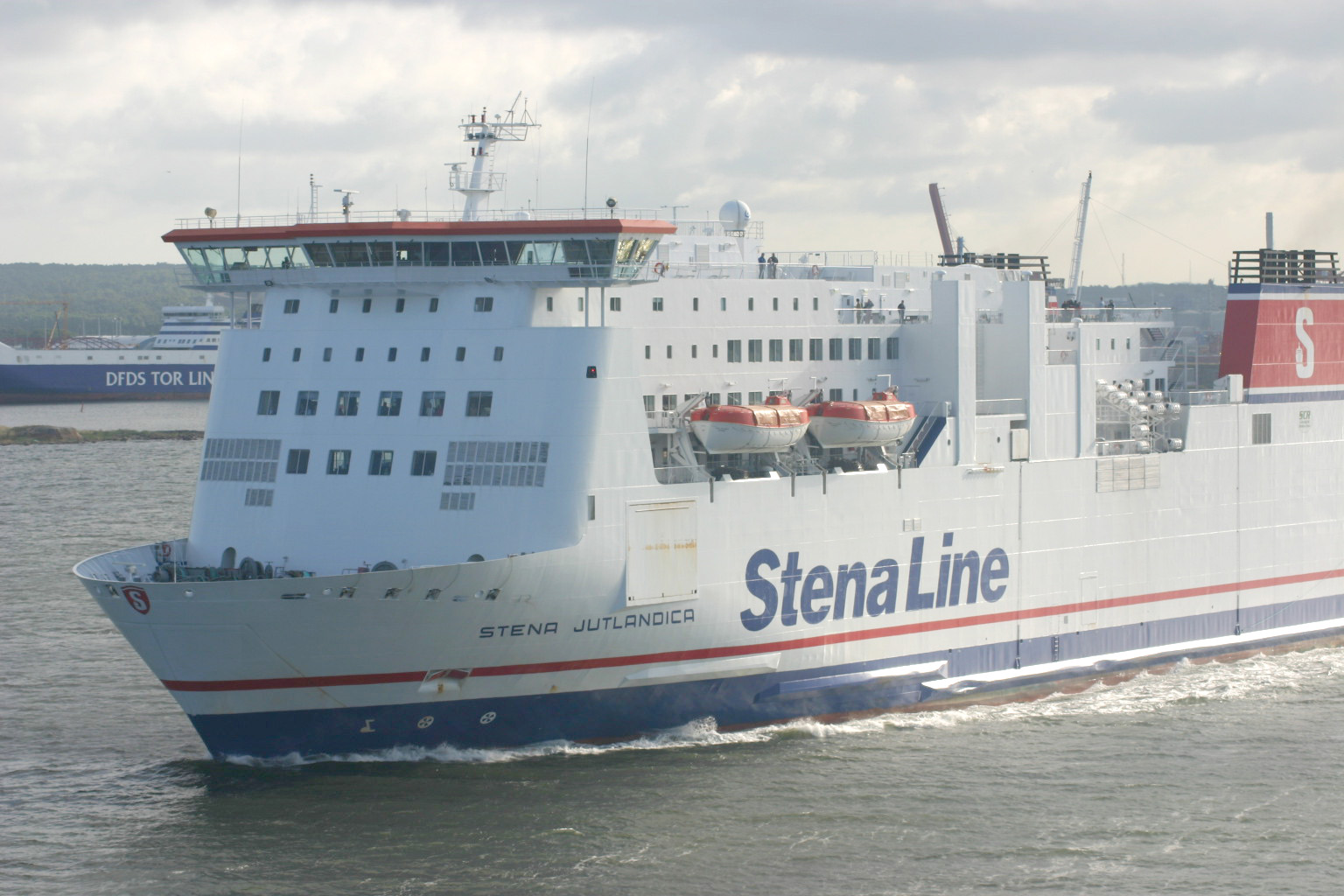
M/S Stena Jutlandica på väg ut från Göteborg.
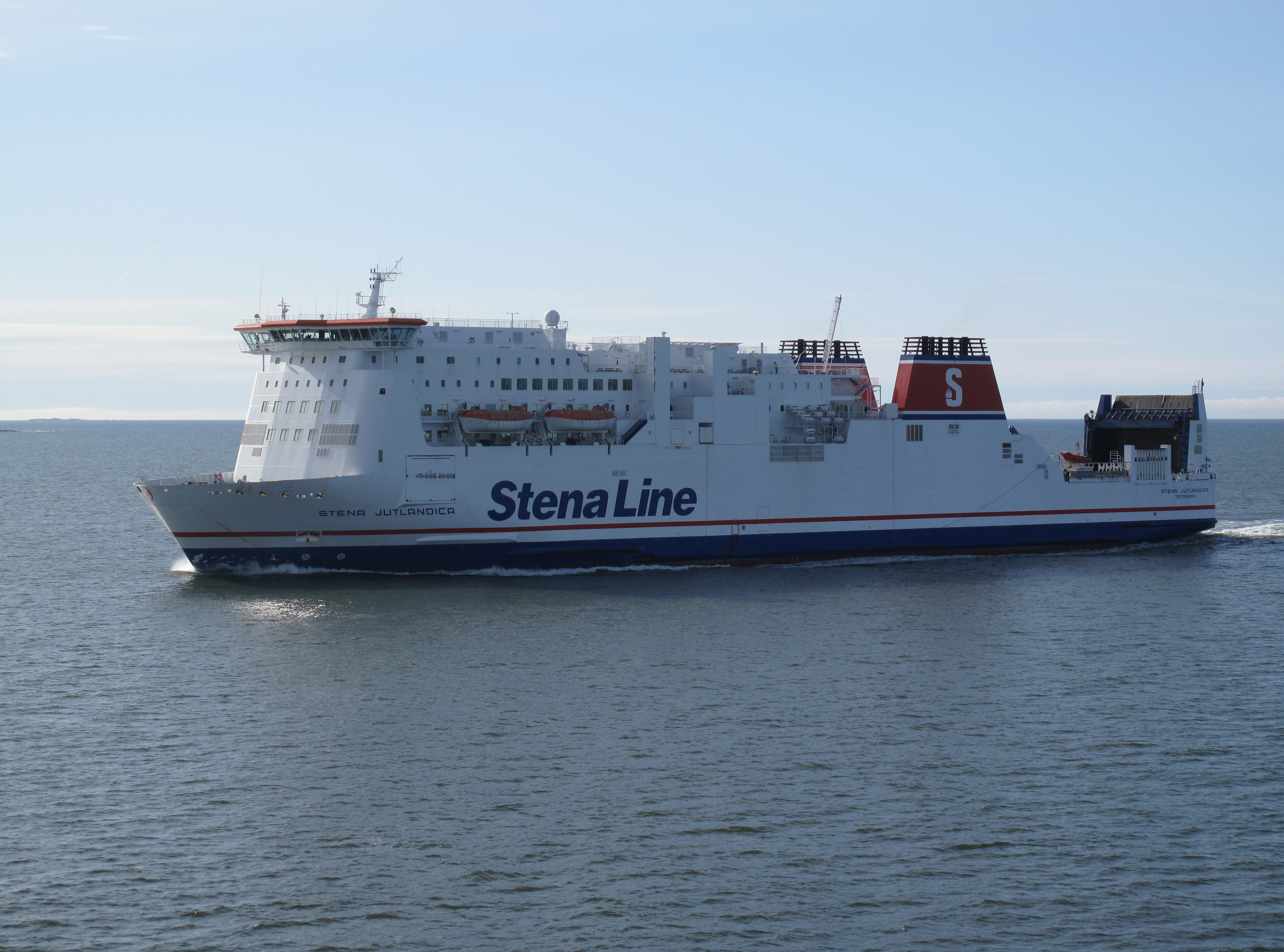
Stena Jutlandica från sidan.
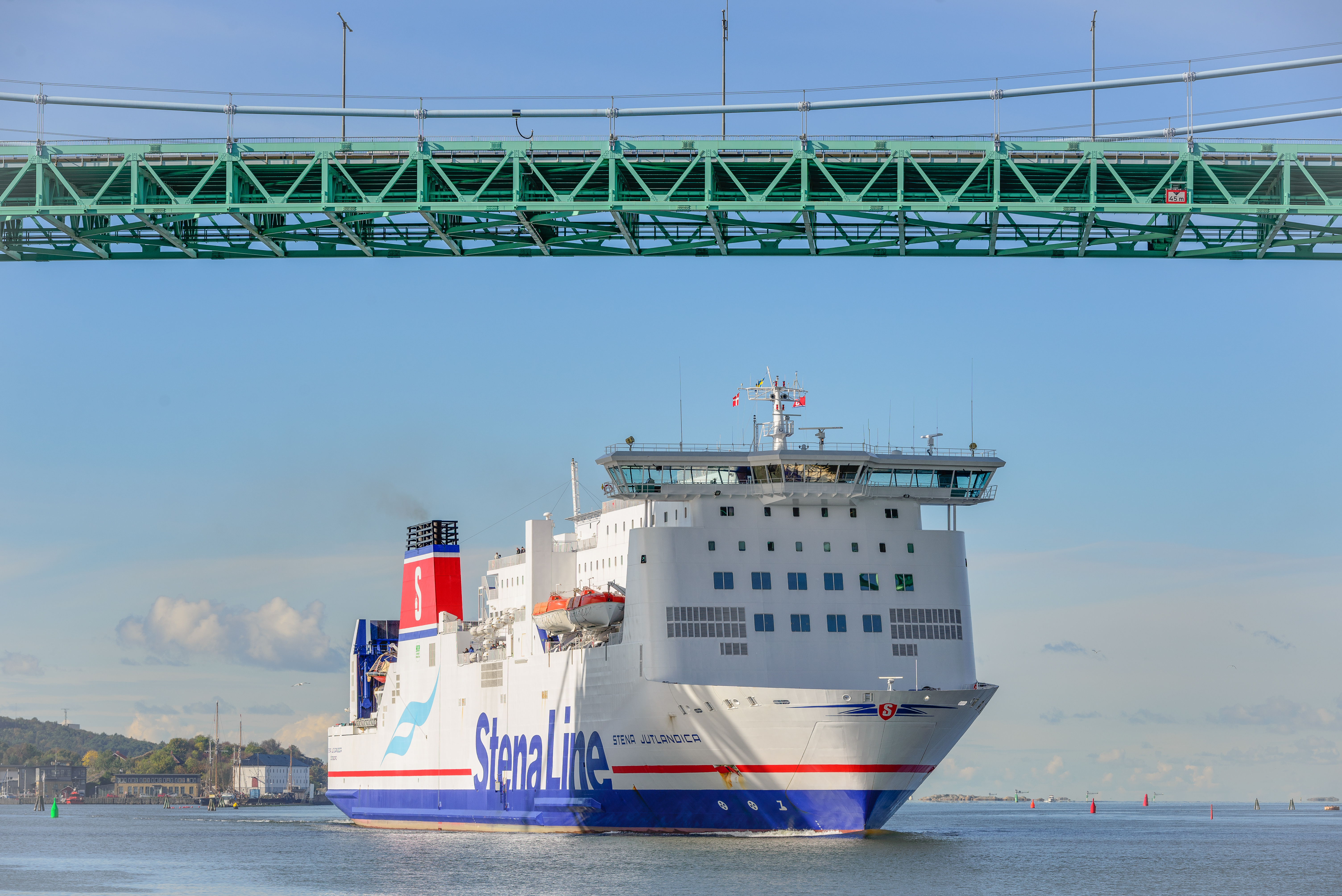
M/S Stena Jutlandica på väg in i Göteborg.
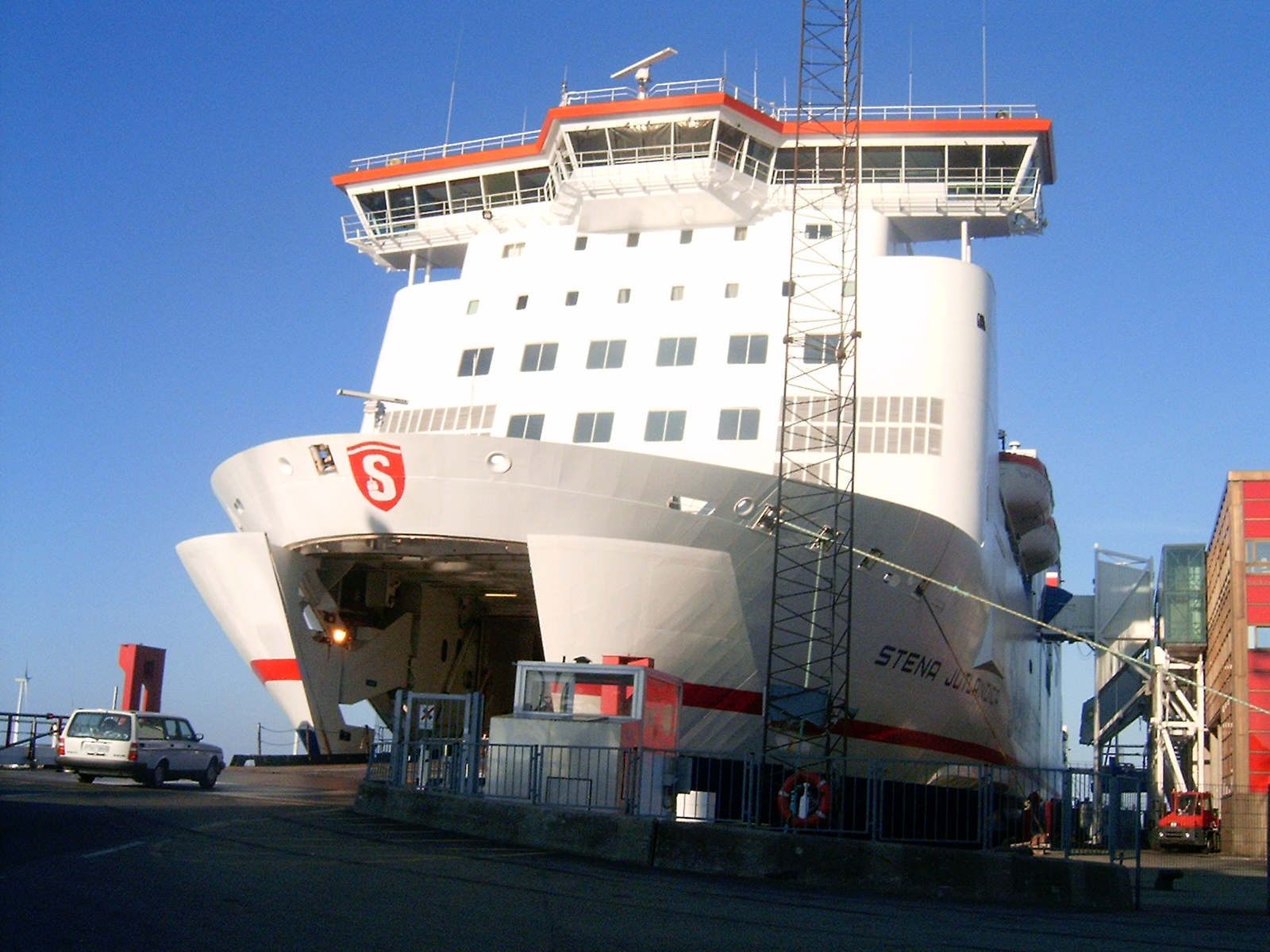
Stena Jutlandica med öppna bogportar.